# Иван Ракитић
Иван Ракитић (хрв. Ivan Rakitić; Рајнфелден, 10. март 1988) бивши је хрватски фудбалер. 
Поред хрватског, поседује и швајцарски пасош.

## Биографија
Дебитовао је у сениорском фудбалу у априлу 2006. на гостовању Базела против Ксамакса из Нојенбурга (5:1), ушавши у 61. минуту уместо Младена Петрића. Наредне сезоне је врло брзо постао један од најбољих играча клуба и привукао пажњу јаких иностраних клуба истовремено проузрочивши тензије између хрватског и швајцарског фудбалског савеза. Његов отац имао је велику жељу да Ракитић заигра за Хрватску, док су Швајцарци желели свој уложени новац у тог великог талента вратити кроз његово наступање у дресу репрезентације Швајцарске. Након неколико месеци „чекања” Ракитић се одлучио за репрезентацију Хрватске.
За Базел је у својој првој сезони 2006/07. постигао 11 голова у 33 утакмице. Повредом првог стрелца клуба Младена Петрића, Ракитић је практично постао један од главних играча клуба који је водио до 1/4 купа УЕФА. Добија награду за најбољег младог играча лиге. Већ након једне сезоне, Ракитић је потписао за бундеслигаша Шалке 04. Износ трансфера био је око 5 милиона евра. У Немачкој је добио дрес са бројем десет, који припада врло добрим играчима у Бундеслиги.
Јануара 2011. године прелази у шпанску Севиљу. Са Севиљом ће освојити Лигу Европе у сезони 2013/14. Након тога, јуна исте године, прелази у Барселону. У првој сезони у новом клубу осваја Лигу шампиона и куп Шпаније. Са Барселоном је до сада освојио 13 трофеја.
За репрезентацију Хрватске је дебитовао 8. септембра 2007. против репрезентације Естоније. Свој први гол је забележио у следећем наступу против репрезентације Андоре 12. септембра 2007. Наступао је на два светска првенства: у Бразилу 2014. и у Русији 2018., када је са својом репрезентацијом догурао до финала против Француске и сребрне медаље. Године 2020. је поново потписао за Севиљу.

## Трофеји

### Базел
- Куп Швајцарске (1): 2006/07.

### Севиља
- Лига Европе (2): 2013/14, 2022/23.

### Барселона
- Првенство Шпаније (4): 2014/15, 2015/16, 2017/18, 2018/19.
- Куп Шпаније (4): 2014/15, 2015/16, 2016/17, 2017/18.
- Суперкуп Шпаније (2): 2016, 2018.
- Лига шампиона (1): 2014/15.
- УЕФА суперкуп (1): 2015.
- Светско клупско првенство (1): 2015.